# Tour de Langkawi 2024
La 28e édition du Tour de Langkawi (officiellement Petronas Le Tour de Langkawi) a lieu du 29 septembre au 6 octobre 2024 en Malaisie. L'épreuve débute à Kuah et se termine à Bintulu après 1 190 km. La course fait partie du calendrier UCI ProSeries 2024, le deuxième niveau du cyclisme international, en catégorie 2.Pro. 

## Présentation

### Équipes
Vingt-deux équipes participent à ce Tour de Langkawi - trois WorldTeam, sept ProTeams, neuf équipes continentales et trois équipes nationales :
| WorldTeams (3)- Astana Qazaqstan Team - EF Education-EasyPost - Team dsm-firmenich PostNL ProTeams (7)- Burgos-BH - Corratec-Vini Fantini - Equipo Kern Pharma - Euskaltel-Euskadi - Polti Kometa - Tudor Pro Cycling Team - VF Group-Bardiani CSF-Faizané Équipes continentales (9)- Aisan Racing Team - ARA-Skip Capital - Hengxiang Cycling Team - HKSI Pro Cycling Team - JCL Team Ukyo - Li Ning Star - Malaysia Pro Cycling - Nusantara Cycling Team - Terengganu Cycling Team Équipes nationales (3)- Thaïlande - Malaisie - Philippines |
| |

## Étapes
| Étape     | Date     | Villes étapes                 | type                      | Distance (km) | Dénivelé (m) | Vainqueur d'étape | Leader du classement général |
| --------- | -------- | ----------------------------- | ------------------------- | ------------- | ------------ | ----------------- | ---------------------------- |
| 1re étape | 29 sept. | Kuah – Kuah                   | étape de plaine           | 96,5          | 758 m        | Gleb Syritsa      | Gleb Syritsa                 |
| 2e étape  | 30 sept. | Arau – Butterworth (Malaisie) | étape de plaine           | 154,5         | 335 m        | Matteo Malucelli  | Gleb Syritsa                 |
| 3e étape  | 1 oct.   | Taiping – Cameron Highlands   | étape de montagne         | 170,3         | 2 827 m      | Max Poole         | Max Poole                    |
| 4e étape  | 2 oct.   | Kuala Kubu Bharu – Bentong    | étape de moyenne montagne | 131,2         | 2 251 m      | Arvid de Kleijn   | Max Poole                    |
| 5e étape  | 3 oct.   | Kuala Lumpur – Malacca        | étape de plaine           | 167,3         | 1 425 m      | Arvid de Kleijn   | Max Poole                    |
| 6e étape  | 4 oct.   | Batu Pahat – Kulai            | étape de plaine           | 123,4         | 627 m        | Manuele Tarozzi   | Max Poole                    |
| 7e étape  | 5 oct.   | Miri – Bintulu                | étape de plaine           | 199,3         | 1 212 m      | Matteo Malucelli  | Max Poole                    |
| 8e étape  | 6 oct.   | Bintulu – Bintulu             | étape de plaine           | 147,5         | 1 170 m      | Matteo Malucelli  | Max Poole                    |

## Déroulement de la course

### 1reétape
| \| Classement de l'étape \| Classement de l'étape \| Classement de l'étape \| Classement de l'étape \| Classement de l'étape \| \| Coureur \| Coureur \| Pays \| Équipe \| Temps \| \| --------------------- \| --------------------------- \| --------------------- \| ----------------------------- \| --------------------- \| \| 1er \| Gleb Syritsa \| Russie \| Astana Qazaqstan Team \| 2 h 04 min 37 s \| \| 2e \| Casper van Uden \| Pays-Bas \| Team dsm-firmenich PostNL \| + 0 s \| \| 3e \| Lorenzo Conforti \| Italie \| VF Group-Bardiani CSF-Faizanè \| + 0 s \| \| 4e \| Matteo Malucelli \| Italie \| JCLTeam Ukyo \| + 0 s \| \| 5e \| Arvid de Kleijn \| Pays-Bas \| Tudor Pro Cycling Team \| + 0 s \| \| 6e \| Manuel Peñalver \| Espagne \| Team Polti Kometa \| + 0 s \| \| 7e \| Izzat Hilmi Abdul Halil \| Malaisie \| Malaysia Pro Cycling \| + 0 s \| \| 8e \| Mattia Pinazzi \| Italie \| VF Group-Bardiani CSF-Faizanè \| + 0 s \| \| 9e \| Miguel Ángel Fernández Ruiz \| Espagne \| Equipo Kern Pharma \| + 0 s \| \| 10e \| Blake Agnoletto \| Australie \| ARA-Skip Capital \| + 0 s \| |                             |           |                               |                 |
| |                             |           |                               |                 |
| |                             |           |                               |                 |
| Classement de l'étape |                             |           |                               |                 |
| Coureur | Coureur                     | Pays      | Équipe                        | Temps           |
| 1er | Gleb Syritsa                | Russie    | Astana Qazaqstan Team         | 2 h 04 min 37 s |
| 2e | Casper van Uden             | Pays-Bas  | Team dsm-firmenich PostNL     | + 0 s           |
| 3e | Lorenzo Conforti            | Italie    | VF Group-Bardiani CSF-Faizanè | + 0 s           |
| 4e | Matteo Malucelli            | Italie    | JCLTeam Ukyo                  | + 0 s           |
| 5e | Arvid de Kleijn             | Pays-Bas  | Tudor Pro Cycling Team        | + 0 s           |
| 6e | Manuel Peñalver             | Espagne   | Team Polti Kometa             | + 0 s           |
| 7e | Izzat Hilmi Abdul Halil     | Malaisie  | Malaysia Pro Cycling          | + 0 s           |
| 8e | Mattia Pinazzi              | Italie    | VF Group-Bardiani CSF-Faizanè | + 0 s           |
| 9e | Miguel Ángel Fernández Ruiz | Espagne   | Equipo Kern Pharma            | + 0 s           |
| 10e | Blake Agnoletto             | Australie | ARA-Skip Capital              | + 0 s           |

| \| Classement général \| Classement général \| Classement général \| Classement général \| Classement général \| \| Coureur \| Coureur \| Pays \| Équipe \| Temps \| \| ------------------ \| --------------------- \| ------------------ \| ----------------------------- \| ------------------ \| \| 1er \| Gleb Syritsa \| Russie \| Astana Qazaqstan Team \| 2 h 04 min 25 s \| \| 2e \| Casper van Uden \| Pays-Bas \| Team dsm-firmenich PostNL \| + 6 s \| \| 3e \| Xavier Cañellas \| Espagne \| Euskaltel-Euskadi \| + 6 s \| \| 4e \| Lorenzo Conforti \| Italie \| VF Group-Bardiani CSF-Faizanè \| + 8 s \| \| 5e \| Nur Aiman Mohd Zariff \| Malaisie \| Terengganu Cycling Team \| + 8 s \| \| 6e \| Tyler Tomkinson \| Australie \| ARA-Skip Capital \| + 8 s \| \| 7e \| Thomas Pesenti \| Italie \| JCLTeam Ukyo \| + 11 s \| \| 8e \| Max Poole \| Royaume-Uni \| Team dsm-firmenich PostNL \| + 11 s \| \| 9e \| Matteo Malucelli \| Italie \| JCLTeam Ukyo \| + 12 s \| \| 10e \| Arvid de Kleijn \| Pays-Bas \| Tudor Pro Cycling Team \| + 12 s \| |                       |             |                               |                 |
| |                       |             |                               |                 |
| |                       |             |                               |                 |
| Classement général |                       |             |                               |                 |
| Coureur | Coureur               | Pays        | Équipe                        | Temps           |
| 1er | Gleb Syritsa          | Russie      | Astana Qazaqstan Team         | 2 h 04 min 25 s |
| 2e | Casper van Uden       | Pays-Bas    | Team dsm-firmenich PostNL     | + 6 s           |
| 3e | Xavier Cañellas       | Espagne     | Euskaltel-Euskadi             | + 6 s           |
| 4e | Lorenzo Conforti      | Italie      | VF Group-Bardiani CSF-Faizanè | + 8 s           |
| 5e | Nur Aiman Mohd Zariff | Malaisie    | Terengganu Cycling Team       | + 8 s           |
| 6e | Tyler Tomkinson       | Australie   | ARA-Skip Capital              | + 8 s           |
| 7e | Thomas Pesenti        | Italie      | JCLTeam Ukyo                  | + 11 s          |
| 8e | Max Poole             | Royaume-Uni | Team dsm-firmenich PostNL     | + 11 s          |
| 9e | Matteo Malucelli      | Italie      | JCLTeam Ukyo                  | + 12 s          |
| 10e | Arvid de Kleijn       | Pays-Bas    | Tudor Pro Cycling Team        | + 12 s          |

### 2eétape
| \| Classement de l'étape \| Classement de l'étape \| Classement de l'étape \| Classement de l'étape \| Classement de l'étape \| \| Coureur \| Coureur \| Pays \| Équipe \| Temps \| \| --------------------- \| --------------------------- \| --------------------- \| ----------------------------- \| --------------------- \| \| 1er \| Matteo Malucelli \| Italie \| JCLTeam Ukyo \| 3 h 34 min 58 s \| \| 2e \| Manuel Peñalver \| Espagne \| Team Polti Kometa \| + 0 s \| \| 3e \| Arvid de Kleijn \| Pays-Bas \| Tudor Pro Cycling Team \| + 0 s \| \| 4e \| Jakub Mareczko \| Italie \| Team Corratec-Vini Fantini \| + 0 s \| \| 5e \| Gleb Syritsa \| Russie \| Astana Qazaqstan Team \| + 0 s \| \| 6e \| Mattia Pinazzi \| Italie \| VF Group-Bardiani CSF-Faizanè \| + 0 s \| \| 7e \| Harrif Salleh \| Malaisie \| Terengganu Cycling Team \| + 0 s \| \| 8e \| Andoni López de Abetxuko \| Espagne \| Euskaltel-Euskadi \| + 0 s \| \| 9e \| Miguel Ángel Fernández Ruiz \| Espagne \| Equipo Kern Pharma \| + 0 s \| \| 10e \| Casper van Uden \| Pays-Bas \| Team dsm-firmenich PostNL \| + 0 s \| |                             |          |                               |                 |
| |                             |          |                               |                 |
| |                             |          |                               |                 |
| Classement de l'étape |                             |          |                               |                 |
| Coureur | Coureur                     | Pays     | Équipe                        | Temps           |
| 1er | Matteo Malucelli            | Italie   | JCLTeam Ukyo                  | 3 h 34 min 58 s |
| 2e | Manuel Peñalver             | Espagne  | Team Polti Kometa             | + 0 s           |
| 3e | Arvid de Kleijn             | Pays-Bas | Tudor Pro Cycling Team        | + 0 s           |
| 4e | Jakub Mareczko              | Italie   | Team Corratec-Vini Fantini    | + 0 s           |
| 5e | Gleb Syritsa                | Russie   | Astana Qazaqstan Team         | + 0 s           |
| 6e | Mattia Pinazzi              | Italie   | VF Group-Bardiani CSF-Faizanè | + 0 s           |
| 7e | Harrif Salleh               | Malaisie | Terengganu Cycling Team       | + 0 s           |
| 8e | Andoni López de Abetxuko    | Espagne  | Euskaltel-Euskadi             | + 0 s           |
| 9e | Miguel Ángel Fernández Ruiz | Espagne  | Equipo Kern Pharma            | + 0 s           |
| 10e | Casper van Uden             | Pays-Bas | Team dsm-firmenich PostNL     | + 0 s           |

| \| Classement général \| Classement général \| Classement général \| Classement général \| Classement général \| \| Coureur \| Coureur \| Pays \| Équipe \| Temps \| \| ------------------ \| ------------------ \| ------------------ \| ----------------------------- \| ------------------ \| \| 1er \| Gleb Syritsa \| Russie \| Astana Qazaqstan Team \| 5 h 39 min 23 s \| \| 2e \| Matteo Malucelli \| Italie \| JCLTeam Ukyo \| + 2 s \| \| 3e \| Nur Aiman Rosli \| Malaisie \| Terengganu Cycling Team \| + 4 s \| \| 5e \| Manuel Peñalver \| Espagne \| Team Polti Kometa \| + 6 s \| \| 6e \| Casper van Uden \| Pays-Bas \| Team dsm-firmenich PostNL \| + 6 s \| \| 7e \| Xavier Cañellas \| Espagne \| Euskaltel-Euskadi \| + 6 s \| \| 8e \| Arvid de Kleijn \| Pays-Bas \| Tudor Pro Cycling Team \| + 8 s \| \| 9e \| Lorenzo Conforti \| Italie \| VF Group-Bardiani CSF-Faizanè \| + 8 s \| \| 10e \| Tyler Tomkinson \| Australie \| ARA-Skip Capital \| + 8 s \| |                  |           |                               |                 |
| |                  |           |                               |                 |
| |                  |           |                               |                 |
| Classement général |                  |           |                               |                 |
| Coureur | Coureur          | Pays      | Équipe                        | Temps           |
| 1er | Gleb Syritsa     | Russie    | Astana Qazaqstan Team         | 5 h 39 min 23 s |
| 2e | Matteo Malucelli | Italie    | JCLTeam Ukyo                  | + 2 s           |
| 3e | Nur Aiman Rosli  | Malaisie  | Terengganu Cycling Team       | + 4 s           |
| 5e | Manuel Peñalver  | Espagne   | Team Polti Kometa             | + 6 s           |
| 6e | Casper van Uden  | Pays-Bas  | Team dsm-firmenich PostNL     | + 6 s           |
| 7e | Xavier Cañellas  | Espagne   | Euskaltel-Euskadi             | + 6 s           |
| 8e | Arvid de Kleijn  | Pays-Bas  | Tudor Pro Cycling Team        | + 8 s           |
| 9e | Lorenzo Conforti | Italie    | VF Group-Bardiani CSF-Faizanè | + 8 s           |
| 10e | Tyler Tomkinson  | Australie | ARA-Skip Capital              | + 8 s           |

### 3eétape
| \| Classement de l'étape \| Classement de l'étape \| Classement de l'étape \| Classement de l'étape \| Classement de l'étape \| \| Coureur \| Coureur \| Pays \| Équipe \| Temps \| \| --------------------- \| --------------------- \| --------------------- \| ------------------------- \| --------------------- \| \| 1er \| Max Poole \| Royaume-Uni \| Team dsm-firmenich PostNL \| 4 h 24 min 34 s \| \| 2e \| Harold Martín López \| Équateur \| Astana Qazaqstan Team \| + 0 s \| \| 3e \| Thomas Pesenti \| Italie \| JCLTeam Ukyo \| + 0 s \| \| 4e \| Anthon Charmig \| Danemark \| Astana Qazaqstan Team \| + 0 s \| \| 5e \| Unai Iribar \| Espagne \| Equipo Kern Pharma \| + 0 s \| \| 6e \| Giovanni Carboni \| Italie \| JCLTeam Ukyo \| + 0 s \| \| 7e \| José Manuel Díaz \| Espagne \| Burgos-BH \| + 0 s \| \| 8e \| Ibon Ruiz \| Espagne \| Equipo Kern Pharma \| + 0 s \| \| 9e \| Mikel Bizkarra \| Espagne \| Euskaltel-Euskadi \| + 0 s \| \| 10e \| Fernando Tercero \| Espagne \| Team Polti Kometa \| + 0 s \| |                     |             |                           |                 |
| |                     |             |                           |                 |
| |                     |             |                           |                 |
| Classement de l'étape |                     |             |                           |                 |
| Coureur | Coureur             | Pays        | Équipe                    | Temps           |
| 1er | Max Poole           | Royaume-Uni | Team dsm-firmenich PostNL | 4 h 24 min 34 s |
| 2e | Harold Martín López | Équateur    | Astana Qazaqstan Team     | + 0 s           |
| 3e | Thomas Pesenti      | Italie      | JCLTeam Ukyo              | + 0 s           |
| 4e | Anthon Charmig      | Danemark    | Astana Qazaqstan Team     | + 0 s           |
| 5e | Unai Iribar         | Espagne     | Equipo Kern Pharma        | + 0 s           |
| 6e | Giovanni Carboni    | Italie      | JCLTeam Ukyo              | + 0 s           |
| 7e | José Manuel Díaz    | Espagne     | Burgos-BH                 | + 0 s           |
| 8e | Ibon Ruiz           | Espagne     | Equipo Kern Pharma        | + 0 s           |
| 9e | Mikel Bizkarra      | Espagne     | Euskaltel-Euskadi         | + 0 s           |
| 10e | Fernando Tercero    | Espagne     | Team Polti Kometa         | + 0 s           |

| \| Classement général \| Classement général \| Classement général \| Classement général \| Classement général \| \| Coureur \| Coureur \| Pays \| Équipe \| Temps \| \| ------------------ \| ------------------- \| ------------------ \| ------------------------- \| ------------------ \| \| 1er \| Max Poole \| Royaume-Uni \| Team dsm-firmenich PostNL \| 10 h 03 min 58 s \| \| 2e \| Harold Martín López \| Équateur \| Astana Qazaqstan Team \| + 5 s \| \| 3e \| Thomas Pesenti \| Italie \| JCLTeam Ukyo \| + 6 s \| \| 4e \| Unai Iribar \| Espagne \| Equipo Kern Pharma \| + 11 s \| \| 5e \| Fernando Tercero \| Espagne \| Team Polti Kometa \| + 11 s \| \| 6e \| Ibon Ruiz \| Espagne \| Equipo Kern Pharma \| + 11 s \| \| 7e \| Anthon Charmig \| Danemark \| Astana Qazaqstan Team \| + 11 s \| \| 8e \| José Manuel Díaz \| Espagne \| Burgos-BH \| + 11 s \| \| 9e \| Giovanni Carboni \| Italie \| JCLTeam Ukyo \| + 11 s \| \| 10e \| Jorge Gutiérrez \| Espagne \| Equipo Kern Pharma \| + 11 s \| |                     |             |                           |                  |
| |                     |             |                           |                  |
| |                     |             |                           |                  |
| Classement général |                     |             |                           |                  |
| Coureur | Coureur             | Pays        | Équipe                    | Temps            |
| 1er | Max Poole           | Royaume-Uni | Team dsm-firmenich PostNL | 10 h 03 min 58 s |
| 2e | Harold Martín López | Équateur    | Astana Qazaqstan Team     | + 5 s            |
| 3e | Thomas Pesenti      | Italie      | JCLTeam Ukyo              | + 6 s            |
| 4e | Unai Iribar         | Espagne     | Equipo Kern Pharma        | + 11 s           |
| 5e | Fernando Tercero    | Espagne     | Team Polti Kometa         | + 11 s           |
| 6e | Ibon Ruiz           | Espagne     | Equipo Kern Pharma        | + 11 s           |
| 7e | Anthon Charmig      | Danemark    | Astana Qazaqstan Team     | + 11 s           |
| 8e | José Manuel Díaz    | Espagne     | Burgos-BH                 | + 11 s           |
| 9e | Giovanni Carboni    | Italie      | JCLTeam Ukyo              | + 11 s           |
| 10e | Jorge Gutiérrez     | Espagne     | Equipo Kern Pharma        | + 11 s           |

### 4eétape
| \| Classement de l'étape \| Classement de l'étape \| Classement de l'étape \| Classement de l'étape \| Classement de l'étape \| \| Coureur \| Coureur \| Pays \| Équipe \| Temps \| \| --------------------- \| --------------------------- \| --------------------- \| ----------------------------- \| --------------------- \| \| 1er \| Arvid de Kleijn \| Pays-Bas \| Tudor Pro Cycling Team \| 2 h 53 min 37 s \| \| 2e \| Matteo Malucelli \| Italie \| JCLTeam Ukyo \| + 0 s \| \| 3e \| Manuel Peñalver \| Espagne \| Team Polti Kometa \| + 0 s \| \| 4e \| Mattia Pinazzi \| Italie \| VF Group-Bardiani CSF-Faizanè \| + 0 s \| \| 5e \| Gleb Syritsa \| Russie \| Astana Qazaqstan Team \| + 0 s \| \| 6e \| Casper van Uden \| Pays-Bas \| Team dsm-firmenich PostNL \| + 0 s \| \| 7e \| Miguel Ángel Fernández Ruiz \| Espagne \| Equipo Kern Pharma \| + 0 s \| \| 8e \| Antonio Angulo \| Espagne \| Burgos-BH \| + 0 s \| \| 9e \| Xavier Cañellas \| Espagne \| Euskaltel-Euskadi \| + 0 s \| \| 10e \| Giovanni Carboni \| Italie \| JCLTeam Ukyo \| + 0 s \| |                             |          |                               |                 |
| |                             |          |                               |                 |
| |                             |          |                               |                 |
| Classement de l'étape |                             |          |                               |                 |
| Coureur | Coureur                     | Pays     | Équipe                        | Temps           |
| 1er | Arvid de Kleijn             | Pays-Bas | Tudor Pro Cycling Team        | 2 h 53 min 37 s |
| 2e | Matteo Malucelli            | Italie   | JCLTeam Ukyo                  | + 0 s           |
| 3e | Manuel Peñalver             | Espagne  | Team Polti Kometa             | + 0 s           |
| 4e | Mattia Pinazzi              | Italie   | VF Group-Bardiani CSF-Faizanè | + 0 s           |
| 5e | Gleb Syritsa                | Russie   | Astana Qazaqstan Team         | + 0 s           |
| 6e | Casper van Uden             | Pays-Bas | Team dsm-firmenich PostNL     | + 0 s           |
| 7e | Miguel Ángel Fernández Ruiz | Espagne  | Equipo Kern Pharma            | + 0 s           |
| 8e | Antonio Angulo              | Espagne  | Burgos-BH                     | + 0 s           |
| 9e | Xavier Cañellas             | Espagne  | Euskaltel-Euskadi             | + 0 s           |
| 10e | Giovanni Carboni            | Italie   | JCLTeam Ukyo                  | + 0 s           |

| \| Classement général \| Classement général \| Classement général \| Classement général \| Classement général \| \| Coureur \| Coureur \| Pays \| Équipe \| Temps \| \| ------------------ \| ------------------ \| ------------------ \| ------------------------- \| ------------------ \| \| 1er \| Max Poole \| Royaume-Uni \| Team dsm-firmenich PostNL \| 12 h 57 min 35 s \| \| 2e \| Thomas Pesenti \| Italie \| JCLTeam Ukyo \| + 6 s \| \| 3e \| Unai Iribar \| Espagne \| Equipo Kern Pharma \| + 11 s \| \| 4e \| Fernando Tercero \| Espagne \| Team Polti Kometa \| + 11 s \| \| 5e \| Ibon Ruiz \| Espagne \| Equipo Kern Pharma \| + 11 s \| \| 6e \| Anthon Charmig \| Danemark \| Astana Qazaqstan Team \| + 11 s \| \| 7e \| Giovanni Carboni \| Italie \| JCLTeam Ukyo \| + 11 s \| \| 8e \| José Manuel Díaz \| Espagne \| Burgos-BH \| + 11 s \| \| 9e \| Jorge Gutiérrez \| Espagne \| Equipo Kern Pharma \| + 11 s \| \| 10e \| Mikel Bizkarra \| Espagne \| Euskaltel-Euskadi \| + 11 s \| |                  |             |                           |                  |
| |                  |             |                           |                  |
| |                  |             |                           |                  |
| Classement général |                  |             |                           |                  |
| Coureur | Coureur          | Pays        | Équipe                    | Temps            |
| 1er | Max Poole        | Royaume-Uni | Team dsm-firmenich PostNL | 12 h 57 min 35 s |
| 2e | Thomas Pesenti   | Italie      | JCLTeam Ukyo              | + 6 s            |
| 3e | Unai Iribar      | Espagne     | Equipo Kern Pharma        | + 11 s           |
| 4e | Fernando Tercero | Espagne     | Team Polti Kometa         | + 11 s           |
| 5e | Ibon Ruiz        | Espagne     | Equipo Kern Pharma        | + 11 s           |
| 6e | Anthon Charmig   | Danemark    | Astana Qazaqstan Team     | + 11 s           |
| 7e | Giovanni Carboni | Italie      | JCLTeam Ukyo              | + 11 s           |
| 8e | José Manuel Díaz | Espagne     | Burgos-BH                 | + 11 s           |
| 9e | Jorge Gutiérrez  | Espagne     | Equipo Kern Pharma        | + 11 s           |
| 10e | Mikel Bizkarra   | Espagne     | Euskaltel-Euskadi         | + 11 s           |

### 5eétape
| \| Classement de l'étape \| Classement de l'étape \| Classement de l'étape \| Classement de l'étape \| Classement de l'étape \| \| Coureur \| Coureur \| Pays \| Équipe \| Temps \| \| --------------------- \| --------------------------- \| --------------------- \| ----------------------------- \| --------------------- \| \| 1er \| Arvid de Kleijn \| Pays-Bas \| Tudor Pro Cycling Team \| 2 h 53 min 37 s \| \| 2e \| Matteo Malucelli \| Italie \| JCLTeam Ukyo \| + 0 s \| \| 3e \| Manuel Peñalver \| Espagne \| Team Polti Kometa \| + 0 s \| \| 4e \| Mattia Pinazzi \| Italie \| VF Group-Bardiani CSF-Faizanè \| + 0 s \| \| 5e \| Gleb Syritsa \| Russie \| Astana Qazaqstan Team \| + 0 s \| \| 6e \| Casper van Uden \| Pays-Bas \| Team dsm-firmenich PostNL \| + 0 s \| \| 7e \| Miguel Ángel Fernández Ruiz \| Espagne \| Equipo Kern Pharma \| + 0 s \| \| 8e \| Antonio Angulo \| Espagne \| Burgos-BH \| + 0 s \| \| 9e \| Xavier Cañellas \| Espagne \| Euskaltel-Euskadi \| + 0 s \| \| 10e \| Giovanni Carboni \| Italie \| JCLTeam Ukyo \| + 0 s \| |                             |          |                               |                 |
| |                             |          |                               |                 |
| |                             |          |                               |                 |
| Classement de l'étape |                             |          |                               |                 |
| Coureur | Coureur                     | Pays     | Équipe                        | Temps           |
| 1er | Arvid de Kleijn             | Pays-Bas | Tudor Pro Cycling Team        | 2 h 53 min 37 s |
| 2e | Matteo Malucelli            | Italie   | JCLTeam Ukyo                  | + 0 s           |
| 3e | Manuel Peñalver             | Espagne  | Team Polti Kometa             | + 0 s           |
| 4e | Mattia Pinazzi              | Italie   | VF Group-Bardiani CSF-Faizanè | + 0 s           |
| 5e | Gleb Syritsa                | Russie   | Astana Qazaqstan Team         | + 0 s           |
| 6e | Casper van Uden             | Pays-Bas | Team dsm-firmenich PostNL     | + 0 s           |
| 7e | Miguel Ángel Fernández Ruiz | Espagne  | Equipo Kern Pharma            | + 0 s           |
| 8e | Antonio Angulo              | Espagne  | Burgos-BH                     | + 0 s           |
| 9e | Xavier Cañellas             | Espagne  | Euskaltel-Euskadi             | + 0 s           |
| 10e | Giovanni Carboni            | Italie   | JCLTeam Ukyo                  | + 0 s           |

| \| Classement général \| Classement général \| Classement général \| Classement général \| Classement général \| \| Coureur \| Coureur \| Pays \| Équipe \| Temps \| \| ------------------ \| ------------------ \| ------------------ \| ------------------------- \| ------------------ \| \| 1er \| Max Poole \| Royaume-Uni \| Team dsm-firmenich PostNL \| 12 h 57 min 35 s \| \| 2e \| Thomas Pesenti \| Italie \| JCLTeam Ukyo \| + 6 s \| \| 3e \| Unai Iribar \| Espagne \| Equipo Kern Pharma \| + 11 s \| \| 4e \| Fernando Tercero \| Espagne \| Team Polti Kometa \| + 11 s \| \| 5e \| Ibon Ruiz \| Espagne \| Equipo Kern Pharma \| + 11 s \| \| 6e \| Anthon Charmig \| Danemark \| Astana Qazaqstan Team \| + 11 s \| \| 7e \| Giovanni Carboni \| Italie \| JCLTeam Ukyo \| + 11 s \| \| 8e \| José Manuel Díaz \| Espagne \| Burgos-BH \| + 11 s \| \| 9e \| Jorge Gutiérrez \| Espagne \| Equipo Kern Pharma \| + 11 s \| \| 10e \| Mikel Bizkarra \| Espagne \| Euskaltel-Euskadi \| + 11 s \| |                  |             |                           |                  |
| |                  |             |                           |                  |
| |                  |             |                           |                  |
| Classement général |                  |             |                           |                  |
| Coureur | Coureur          | Pays        | Équipe                    | Temps            |
| 1er | Max Poole        | Royaume-Uni | Team dsm-firmenich PostNL | 12 h 57 min 35 s |
| 2e | Thomas Pesenti   | Italie      | JCLTeam Ukyo              | + 6 s            |
| 3e | Unai Iribar      | Espagne     | Equipo Kern Pharma        | + 11 s           |
| 4e | Fernando Tercero | Espagne     | Team Polti Kometa         | + 11 s           |
| 5e | Ibon Ruiz        | Espagne     | Equipo Kern Pharma        | + 11 s           |
| 6e | Anthon Charmig   | Danemark    | Astana Qazaqstan Team     | + 11 s           |
| 7e | Giovanni Carboni | Italie      | JCLTeam Ukyo              | + 11 s           |
| 8e | José Manuel Díaz | Espagne     | Burgos-BH                 | + 11 s           |
| 9e | Jorge Gutiérrez  | Espagne     | Equipo Kern Pharma        | + 11 s           |
| 10e | Mikel Bizkarra   | Espagne     | Euskaltel-Euskadi         | + 11 s           |

### 6eétape
| \| Classement de l'étape \| Classement de l'étape \| Classement de l'étape \| Classement de l'étape \| Classement de l'étape \| \| Coureur \| Coureur \| Pays \| Équipe \| Temps \| \| --------------------- \| --------------------- \| --------------------- \| ----------------------------- \| --------------------- \| \| 1er \| Manuele Tarozzi \| Italie \| VF Group-Bardiani CSF-Faizanè \| 2 h 28 min 58 s \| \| 2e \| Stefan de Bod \| Afrique du Sud \| EF Education-EasyPost \| + 0 s \| \| 3e \| Arvid de Kleijn \| Pays-Bas \| Tudor Pro Cycling Team \| + 9 s \| \| 4e \| Manuel Peñalver \| Espagne \| Team Polti Kometa \| + 9 s \| \| 5e \| Casper van Uden \| Pays-Bas \| Team dsm-firmenich PostNL \| + 9 s \| \| 6e \| Blake Agnoletto \| Australie \| ARA-Skip Capital \| + 9 s \| \| 7e \| Matteo Malucelli \| Italie \| JCLTeam Ukyo \| + 9 s \| \| 8e \| Gleb Syritsa \| Russie \| Astana Qazaqstan Team \| + 9 s \| \| 9e \| Xavier Cañellas \| Espagne \| Euskaltel-Euskadi \| + 9 s \| \| 10e \| Hayato Okamoto \| Japon \| Aisan Racing Team \| + 9 s \| |                  |                |                               |                 |
| |                  |                |                               |                 |
| |                  |                |                               |                 |
| Classement de l'étape |                  |                |                               |                 |
| Coureur | Coureur          | Pays           | Équipe                        | Temps           |
| 1er | Manuele Tarozzi  | Italie         | VF Group-Bardiani CSF-Faizanè | 2 h 28 min 58 s |
| 2e | Stefan de Bod    | Afrique du Sud | EF Education-EasyPost         | + 0 s           |
| 3e | Arvid de Kleijn  | Pays-Bas       | Tudor Pro Cycling Team        | + 9 s           |
| 4e | Manuel Peñalver  | Espagne        | Team Polti Kometa             | + 9 s           |
| 5e | Casper van Uden  | Pays-Bas       | Team dsm-firmenich PostNL     | + 9 s           |
| 6e | Blake Agnoletto  | Australie      | ARA-Skip Capital              | + 9 s           |
| 7e | Matteo Malucelli | Italie         | JCLTeam Ukyo                  | + 9 s           |
| 8e | Gleb Syritsa     | Russie         | Astana Qazaqstan Team         | + 9 s           |
| 9e | Xavier Cañellas  | Espagne        | Euskaltel-Euskadi             | + 9 s           |
| 10e | Hayato Okamoto   | Japon          | Aisan Racing Team             | + 9 s           |

| \| Classement général \| Classement général \| Classement général \| Classement général \| Classement général \| \| Coureur \| Coureur \| Pays \| Équipe \| Temps \| \| ------------------ \| ------------------- \| ------------------ \| ------------------------- \| ------------------ \| \| 1er \| Max Poole \| Royaume-Uni \| Team dsm-firmenich PostNL \| 19 h 02 min 03 s \| \| 2e \| Thomas Pesenti \| Italie \| JCLTeam Ukyo \| + 14 s \| \| 3e \| Unai Iribar \| Espagne \| Equipo Kern Pharma \| + 20 s \| \| 4e \| Fernando Tercero \| Espagne \| Team Polti Kometa \| + 20 s \| \| 5e \| Ibon Ruiz \| Espagne \| Equipo Kern Pharma \| + 20 s \| \| 6e \| José Manuel Díaz \| Espagne \| Burgos-BH \| + 20 s \| \| 7e \| Anthon Charmig \| Danemark \| Astana Qazaqstan Team \| + 20 s \| \| 8e \| Jorge Gutiérrez \| Espagne \| Equipo Kern Pharma \| + 20 s \| \| 9e \| Mikel Bizkarra \| Espagne \| Euskaltel-Euskadi \| + 20 s \| \| 10e \| Harold Martín López \| Équateur \| Astana Qazaqstan Team \| + 34 s \| |                     |             |                           |                  |
| |                     |             |                           |                  |
| |                     |             |                           |                  |
| Classement général |                     |             |                           |                  |
| Coureur | Coureur             | Pays        | Équipe                    | Temps            |
| 1er | Max Poole           | Royaume-Uni | Team dsm-firmenich PostNL | 19 h 02 min 03 s |
| 2e | Thomas Pesenti      | Italie      | JCLTeam Ukyo              | + 14 s           |
| 3e | Unai Iribar         | Espagne     | Equipo Kern Pharma        | + 20 s           |
| 4e | Fernando Tercero    | Espagne     | Team Polti Kometa         | + 20 s           |
| 5e | Ibon Ruiz           | Espagne     | Equipo Kern Pharma        | + 20 s           |
| 6e | José Manuel Díaz    | Espagne     | Burgos-BH                 | + 20 s           |
| 7e | Anthon Charmig      | Danemark    | Astana Qazaqstan Team     | + 20 s           |
| 8e | Jorge Gutiérrez     | Espagne     | Equipo Kern Pharma        | + 20 s           |
| 9e | Mikel Bizkarra      | Espagne     | Euskaltel-Euskadi         | + 20 s           |
| 10e | Harold Martín López | Équateur    | Astana Qazaqstan Team     | + 34 s           |

### 7eétape
| \| Classement de l'étape \| Classement de l'étape \| Classement de l'étape \| Classement de l'étape \| Classement de l'étape \| \| Coureur \| Coureur \| Pays \| Équipe \| Temps \| \| --------------------- \| --------------------------- \| --------------------- \| ----------------------------- \| --------------------- \| \| 1er \| Matteo Malucelli \| Italie \| JCLTeam Ukyo \| 4 h 18 min 03 s \| \| 2e \| Arvid de Kleijn \| Pays-Bas \| Tudor Pro Cycling Team \| + 0 s \| \| 3e \| Maikel Zijlaard \| Pays-Bas \| Tudor Pro Cycling Team \| + 0 s \| \| 4e \| Gleb Syritsa \| Russie \| Astana Qazaqstan Team \| + 0 s \| \| 5e \| Manuel Peñalver \| Espagne \| Team Polti Kometa \| + 0 s \| \| 6e \| Luke Mudgway \| Nouvelle-Zélande \| Li Ning Star \| + 0 s \| \| 7e \| Mattia Pinazzi \| Italie \| VF Group-Bardiani CSF-Faizanè \| + 0 s \| \| 8e \| Davide Gabburo \| Italie \| VF Group-Bardiani CSF-Faizanè \| + 0 s \| \| 9e \| Casper van Uden \| Pays-Bas \| Team dsm-firmenich PostNL \| + 0 s \| \| 10e \| Miguel Ángel Fernández Ruiz \| Espagne \| Equipo Kern Pharma \| + 0 s \| |                             |                  |                               |                 |
| |                             |                  |                               |                 |
| |                             |                  |                               |                 |
| Classement de l'étape |                             |                  |                               |                 |
| Coureur | Coureur                     | Pays             | Équipe                        | Temps           |
| 1er | Matteo Malucelli            | Italie           | JCLTeam Ukyo                  | 4 h 18 min 03 s |
| 2e | Arvid de Kleijn             | Pays-Bas         | Tudor Pro Cycling Team        | + 0 s           |
| 3e | Maikel Zijlaard             | Pays-Bas         | Tudor Pro Cycling Team        | + 0 s           |
| 4e | Gleb Syritsa                | Russie           | Astana Qazaqstan Team         | + 0 s           |
| 5e | Manuel Peñalver             | Espagne          | Team Polti Kometa             | + 0 s           |
| 6e | Luke Mudgway                | Nouvelle-Zélande | Li Ning Star                  | + 0 s           |
| 7e | Mattia Pinazzi              | Italie           | VF Group-Bardiani CSF-Faizanè | + 0 s           |
| 8e | Davide Gabburo              | Italie           | VF Group-Bardiani CSF-Faizanè | + 0 s           |
| 9e | Casper van Uden             | Pays-Bas         | Team dsm-firmenich PostNL     | + 0 s           |
| 10e | Miguel Ángel Fernández Ruiz | Espagne          | Equipo Kern Pharma            | + 0 s           |

| \| Classement général \| Classement général \| Classement général \| Classement général \| Classement général \| \| Coureur \| Coureur \| Pays \| Équipe \| Temps \| \| ------------------ \| ------------------- \| ------------------ \| ------------------------- \| ------------------ \| \| 1er \| Max Poole \| Royaume-Uni \| Team dsm-firmenich PostNL \| 23 h 20 min 06 s \| \| 2e \| Thomas Pesenti \| Italie \| JCLTeam Ukyo \| + 13 s \| \| 3e \| Unai Iribar \| Espagne \| Equipo Kern Pharma \| + 20 s \| \| 4e \| Fernando Tercero \| Espagne \| Team Polti Kometa \| + 20 s \| \| 5e \| Anthon Charmig \| Danemark \| Astana Qazaqstan Team \| + 20 s \| \| 6e \| José Manuel Díaz \| Espagne \| Burgos-BH \| + 20 s \| \| 7e \| Ibon Ruiz \| Espagne \| Equipo Kern Pharma \| + 20 s \| \| 8e \| Jorge Gutiérrez \| Espagne \| Equipo Kern Pharma \| + 20 s \| \| 9e \| Mikel Bizkarra \| Espagne \| Euskaltel-Euskadi \| + 20 s \| \| 10e \| Harold Martín López \| Équateur \| Astana Qazaqstan Team \| + 34 s \| |                     |             |                           |                  |
| |                     |             |                           |                  |
| |                     |             |                           |                  |
| Classement général |                     |             |                           |                  |
| Coureur | Coureur             | Pays        | Équipe                    | Temps            |
| 1er | Max Poole           | Royaume-Uni | Team dsm-firmenich PostNL | 23 h 20 min 06 s |
| 2e | Thomas Pesenti      | Italie      | JCLTeam Ukyo              | + 13 s           |
| 3e | Unai Iribar         | Espagne     | Equipo Kern Pharma        | + 20 s           |
| 4e | Fernando Tercero    | Espagne     | Team Polti Kometa         | + 20 s           |
| 5e | Anthon Charmig      | Danemark    | Astana Qazaqstan Team     | + 20 s           |
| 6e | José Manuel Díaz    | Espagne     | Burgos-BH                 | + 20 s           |
| 7e | Ibon Ruiz           | Espagne     | Equipo Kern Pharma        | + 20 s           |
| 8e | Jorge Gutiérrez     | Espagne     | Equipo Kern Pharma        | + 20 s           |
| 9e | Mikel Bizkarra      | Espagne     | Euskaltel-Euskadi         | + 20 s           |
| 10e | Harold Martín López | Équateur    | Astana Qazaqstan Team     | + 34 s           |

### 8eétape
| \| Classement de l'étape \| Classement de l'étape \| Classement de l'étape \| Classement de l'étape \| Classement de l'étape \| \| Coureur \| Coureur \| Pays \| Équipe \| Temps \| \| --------------------- \| --------------------------- \| --------------------- \| ----------------------------- \| --------------------- \| \| 1er \| Matteo Malucelli \| Italie \| JCLTeam Ukyo \| 3 h 07 min 38 s \| \| 2e \| Arvid de Kleijn \| Pays-Bas \| Tudor Pro Cycling Team \| + 0 s \| \| 3e \| Gleb Syritsa \| Russie \| Astana Qazaqstan Team \| + 0 s \| \| 4e \| Mattia Pinazzi \| Italie \| VF Group-Bardiani CSF-Faizanè \| + 0 s \| \| 5e \| Manuel Peñalver \| Espagne \| Team Polti Kometa \| + 0 s \| \| 6e \| David Martín Romero \| Espagne \| Team Polti Kometa \| + 0 s \| \| 7e \| Luke Mudgway \| Nouvelle-Zélande \| Li Ning Star \| + 0 s \| \| 8e \| Blake Agnoletto \| Australie \| ARA-Skip Capital \| + 0 s \| \| 9e \| Miguel Ángel Fernández Ruiz \| Espagne \| Equipo Kern Pharma \| + 0 s \| \| 10e \| Maikel Zijlaard \| Pays-Bas \| Tudor Pro Cycling Team \| + 0 s \| |                             |                  |                               |                 |
| |                             |                  |                               |                 |
| |                             |                  |                               |                 |
| Classement de l'étape |                             |                  |                               |                 |
| Coureur | Coureur                     | Pays             | Équipe                        | Temps           |
| 1er | Matteo Malucelli            | Italie           | JCLTeam Ukyo                  | 3 h 07 min 38 s |
| 2e | Arvid de Kleijn             | Pays-Bas         | Tudor Pro Cycling Team        | + 0 s           |
| 3e | Gleb Syritsa                | Russie           | Astana Qazaqstan Team         | + 0 s           |
| 4e | Mattia Pinazzi              | Italie           | VF Group-Bardiani CSF-Faizanè | + 0 s           |
| 5e | Manuel Peñalver             | Espagne          | Team Polti Kometa             | + 0 s           |
| 6e | David Martín Romero         | Espagne          | Team Polti Kometa             | + 0 s           |
| 7e | Luke Mudgway                | Nouvelle-Zélande | Li Ning Star                  | + 0 s           |
| 8e | Blake Agnoletto             | Australie        | ARA-Skip Capital              | + 0 s           |
| 9e | Miguel Ángel Fernández Ruiz | Espagne          | Equipo Kern Pharma            | + 0 s           |
| 10e | Maikel Zijlaard             | Pays-Bas         | Tudor Pro Cycling Team        | + 0 s           |

## Classement général final
| \| Classement général \| Classement général \| Classement général \| Classement général \| Classement général \| \| Coureur \| Coureur \| Pays \| Équipe \| Temps \| \| ------------------ \| ------------------- \| ------------------ \| ------------------------- \| ------------------ \| \| 1er \| Max Poole \| Royaume-Uni \| Team dsm-firmenich PostNL \| 26 h 27 min 44 s \| \| 2e \| Thomas Pesenti \| Italie \| JCLTeam Ukyo \| + 13 s \| \| 3e \| Unai Iribar \| Espagne \| Equipo Kern Pharma \| + 20 s \| \| 4e \| Fernando Tercero \| Espagne \| Team Polti Kometa \| + 20 s \| \| 5e \| Anthon Charmig \| Danemark \| Astana Qazaqstan Team \| + 20 s \| \| 6e \| José Manuel Díaz \| Espagne \| Burgos-BH \| + 20 s \| \| 7e \| Ibon Ruiz \| Espagne \| Equipo Kern Pharma \| + 20 s \| \| 8e \| Jorge Gutiérrez \| Espagne \| Equipo Kern Pharma \| + 20 s \| \| 9e \| Mikel Bizkarra \| Espagne \| Euskaltel-Euskadi \| + 20 s \| \| 10e \| Harold Martín López \| Équateur \| Astana Qazaqstan Team \| + 34 s \| |                     |             |                           |                  |
| |                     |             |                           |                  |
| Source : ProCyclingStats |                     |             |                           |                  |
| Classement général |                     |             |                           |                  |
| Coureur | Coureur             | Pays        | Équipe                    | Temps            |
| 1er | Max Poole           | Royaume-Uni | Team dsm-firmenich PostNL | 26 h 27 min 44 s |
| 2e | Thomas Pesenti      | Italie      | JCLTeam Ukyo              | + 13 s           |
| 3e | Unai Iribar         | Espagne     | Equipo Kern Pharma        | + 20 s           |
| 4e | Fernando Tercero    | Espagne     | Team Polti Kometa         | + 20 s           |
| 5e | Anthon Charmig      | Danemark    | Astana Qazaqstan Team     | + 20 s           |
| 6e | José Manuel Díaz    | Espagne     | Burgos-BH                 | + 20 s           |
| 7e | Ibon Ruiz           | Espagne     | Equipo Kern Pharma        | + 20 s           |
| 8e | Jorge Gutiérrez     | Espagne     | Equipo Kern Pharma        | + 20 s           |
| 9e | Mikel Bizkarra      | Espagne     | Euskaltel-Euskadi         | + 20 s           |
| 10e | Harold Martín López | Équateur    | Astana Qazaqstan Team     | + 34 s           |

### Classements annexes
| Classement par points | Classement par points       | Classement par points | Classement par points         | Classement par points |
| Coureur               | Coureur                     | Pays                  | Équipe                        | Points                |
| --------------------- | --------------------------- | --------------------- | ----------------------------- | --------------------- |
| 1er                   | Matteo Malucelli            | Italie                | JCLTeam Ukyo                  | 80 pts                |
| 2e                    | Arvid de Kleijn             | Pays-Bas              | Tudor Pro Cycling Team        | 78 pts                |
| 3e                    | Gleb Syritsa                | Russie                | Astana Qazaqstan Team         | 57 pts                |
| 4e                    | Manuel Peñalver             | Espagne               | Team Polti Kometa             | 54 pts                |
| 5e                    | Mattia Pinazzi              | Italie                | VF Group-Bardiani CSF-Faizanè | 33 pts                |
| 6e                    | Casper van Uden             | Pays-Bas              | Team dsm-firmenich PostNL     | 26 pts                |
| 7e                    | Max Poole                   | Royaume-Uni           | Team dsm-firmenich PostNL     | 25 pts                |
| 8e                    | Manuele Tarozzi             | Italie                | VF Group-Bardiani CSF-Faizanè | 20 pts                |
| 9e                    | Stefan de Bod               | Afrique du Sud        | EF Education-EasyPost         | 19 pts                |
| 10e                   | Miguel Ángel Fernández Ruiz | Espagne               | Equipo Kern Pharma            | 15 pts                |

| Classement par points | Classement par points       | Classement par points | Classement par points         | Classement par points |
| Coureur               | Coureur                     | Pays                  | Équipe                        | Points                |
| --------------------- | --------------------------- | --------------------- | ----------------------------- | --------------------- |
| 1er                   | Matteo Malucelli            | Italie                | JCLTeam Ukyo                  | 80 pts                |
| 2e                    | Arvid de Kleijn             | Pays-Bas              | Tudor Pro Cycling Team        | 78 pts                |
| 3e                    | Gleb Syritsa                | Russie                | Astana Qazaqstan Team         | 57 pts                |
| 4e                    | Manuel Peñalver             | Espagne               | Team Polti Kometa             | 54 pts                |
| 5e                    | Mattia Pinazzi              | Italie                | VF Group-Bardiani CSF-Faizanè | 33 pts                |
| 6e                    | Casper van Uden             | Pays-Bas              | Team dsm-firmenich PostNL     | 26 pts                |
| 7e                    | Max Poole                   | Royaume-Uni           | Team dsm-firmenich PostNL     | 25 pts                |
| 8e                    | Manuele Tarozzi             | Italie                | VF Group-Bardiani CSF-Faizanè | 20 pts                |
| 9e                    | Stefan de Bod               | Afrique du Sud        | EF Education-EasyPost         | 19 pts                |
| 10e                   | Miguel Ángel Fernández Ruiz | Espagne               | Equipo Kern Pharma            | 15 pts                |

| Classement par équipes | Classement par équipes | Classement par équipes | Classement par équipes |
| Équipe                 | Équipe                 | Pays                   | Temps                  |
| ---------------------- | ---------------------- | ---------------------- | ---------------------- |
| 1re                    | Equipo Kern Pharma     | Espagne                | 79 h 24 min 12 s       |
| 2e                     | Astana Qazaqstan Team  | Kazakhstan             | + 1 min 31 s           |
| 3e                     | Polti Kometa           | Italie                 | + 1 min 40 s           |
| 4e                     | JCL Team Ukyo          | Japon                  | + 1 min 58 s           |
| 5e                     | Euskaltel-Euskadi      | Espagne                | + 2 min 37 s           |

| Classement par équipes | Classement par équipes | Classement par équipes | Classement par équipes |
| Équipe                 | Équipe                 | Pays                   | Temps                  |
| ---------------------- | ---------------------- | ---------------------- | ---------------------- |
| 1re                    | Equipo Kern Pharma     | Espagne                | 79 h 24 min 12 s       |
| 2e                     | Astana Qazaqstan Team  | Kazakhstan             | + 1 min 31 s           |
| 3e                     | Polti Kometa           | Italie                 | + 1 min 40 s           |
| 4e                     | JCL Team Ukyo          | Japon                  | + 1 min 58 s           |
| 5e                     | Euskaltel-Euskadi      | Espagne                | + 2 min 37 s           |

| Classement de la montagne | Classement de la montagne   | Classement de la montagne | Classement de la montagne | Classement de la montagne |
| Coureur                   | Coureur                     | Pays                      | Équipe                    | Points                    |
| ------------------------- | --------------------------- | ------------------------- | ------------------------- | ------------------------- |
| 1er                       | Mario Aparicio              | Espagne                   | Burgos-BH                 | 27 pts                    |
| 2e                        | Max Poole                   | Royaume-Uni               | Team dsm-firmenich PostNL | 22 pts                    |
| 3e                        | Anthon Charmig              | Danemark                  | Astana Qazaqstan Team     | 12 pts                    |
| 4e                        | Harold Martín López         | Équateur                  | Astana Qazaqstan Team     | 9 pts                     |
| 5e                        | Joan Bou                    | Espagne                   | Euskaltel-Euskadi         | 9 pts                     |
| 6e                        | José Manuel Díaz            | Espagne                   | Burgos-BH                 | 8 pts                     |
| 7e                        | Thomas Pesenti              | Italie                    | JCLTeam Ukyo              | 8 pts                     |
| 8e                        | Stefan de Bod               | Afrique du Sud            | EF Education-EasyPost     | 8 pts                     |
| 9e                        | Miguel Ángel Fernández Ruiz | Espagne                   | Equipo Kern Pharma        | 8 pts                     |
| 10e                       | Yūma Koishi                 | Japon                     | JCLTeam Ukyo              | 6 pts                     |

| Classement de la montagne | Classement de la montagne   | Classement de la montagne | Classement de la montagne | Classement de la montagne |
| Coureur                   | Coureur                     | Pays                      | Équipe                    | Points                    |
| ------------------------- | --------------------------- | ------------------------- | ------------------------- | ------------------------- |
| 1er                       | Mario Aparicio              | Espagne                   | Burgos-BH                 | 27 pts                    |
| 2e                        | Max Poole                   | Royaume-Uni               | Team dsm-firmenich PostNL | 22 pts                    |
| 3e                        | Anthon Charmig              | Danemark                  | Astana Qazaqstan Team     | 12 pts                    |
| 4e                        | Harold Martín López         | Équateur                  | Astana Qazaqstan Team     | 9 pts                     |
| 5e                        | Joan Bou                    | Espagne                   | Euskaltel-Euskadi         | 9 pts                     |
| 6e                        | José Manuel Díaz            | Espagne                   | Burgos-BH                 | 8 pts                     |
| 7e                        | Thomas Pesenti              | Italie                    | JCLTeam Ukyo              | 8 pts                     |
| 8e                        | Stefan de Bod               | Afrique du Sud            | EF Education-EasyPost     | 8 pts                     |
| 9e                        | Miguel Ángel Fernández Ruiz | Espagne                   | Equipo Kern Pharma        | 8 pts                     |
| 10e                       | Yūma Koishi                 | Japon                     | JCLTeam Ukyo              | 6 pts                     |

|   | Cycliste | Équipe |    | Temps   |
| - | -------- | ------ | -- | ------- |
| 1 |          |        | en | h min s |
| 2 |          |        | +  | min s   |
| 3 |          |        | +  | min s   |

## Évolution des classements
| Étape              | Vainqueur          | Classement général | Classement par points | Classement de la montagne | Classement par équipes        |
| ------------------ | ------------------ | ------------------ | --------------------- | ------------------------- | ----------------------------- |
| 1                  | Gleb Syritsa       | Gleb Syritsa       | Gleb Syritsa          | Tyler Tomkinson           | VF Group-Bardiani CSF-Faizané |
| 2                  | Matteo Malucelli   | Gleb Syritsa       | Gleb Syritsa          | Tyler Tomkinson           | VF Group-Bardiani CSF-Faizané |
| 3                  | Max Poole          | Max Poole          | Matteo Malucelli      | Max Poole                 | Kern Pharma                   |
| 4                  | Arvid de Kleijn    | Max Poole          | Matteo Malucelli      | Mario Aparicio            | Kern Pharma                   |
| 5                  | Arvid de Kleijn    | Max Poole          | Matteo Malucelli      | Mario Aparicio            | Kern Pharma                   |
| 6                  | Manuele Tarozzi    | Max Poole          | Arvid de Kleijn       | Mario Aparicio            | Kern Pharma                   |
| 7                  | Matteo Malucelli   | Max Poole          | Arvid de Kleijn       | Mario Aparicio            | Kern Pharma                   |
| 8                  | Matteo Malucelli   | Max Poole          | Matteo Malucelli      | Mario Aparicio            | Kern Pharma                   |
| Classements finals | Classements finals | Max Poole          | Matteo Malucelli      | Mario Aparicio            | Kern Pharma                   |